# 叙利亚政党列表
这是一个叙利亚政党列表。在叙利亚复兴党政权时期，任何人都可以成立新的政党，但不能以种族、宗教、地区或部落为基础。2012年《阿拉伯叙利亚共和国宪法》规定，一个获得许可的政党必须拥有至少50名创始党员，这些党员年龄在25岁以上，必须是叙利亚公民10年以上，并且不是任何其他政党（无论是叙利亚人还是非叙利亚人）的成员。《叙利亚宪法》第8条规定：“叙利亚是由阿拉伯复兴社会党领导社会的国家”。自1972年以来，其他政党接受阿拉伯复兴社会党为全国进步阵线主导党，支持社会主义和阿拉伯民族主义取向的政府。2005年，叙利亚社会民族党合法化，是叙利亚全国进步阵线第一个非社会主义、非阿拉伯民族主义政党，这被认为是叙利亚政治更加宽松和开放意识形态的举动，但是民族运动（库尔德和亚述）继续受到打压，并严格禁止宗教和右翼政党参与政治活动。叙利亚内战之后，已经有3个党被法律认可。
在2025年1月29日举行的叙利亚革命胜利宣告会议上，与旧政权有关联的全国进步阵线中所有政党都被叙利亚过渡政府正式取缔，该政府在2024年12月8日阿萨德政权垮台后掌权。

## 列表

### 全国进步阵线成员
- 阿拉伯社会主义运动
- 阿拉伯社会主义联盟党
- 阿拉伯民主统一分子党
- 叙利亚共产党（巴格达什派）
- 统一叙利亚共产党
- 社会主义统一分子
- 民主社会主义统一分子党
- 社会民主统一分子
- 民族誓言运动
- 叙利亚社会民族党

### 反对派
- 敘利亞穆斯林兄弟會
- 民主社会主义统一分子党
- 社会民主统一分子
- 阿拉伯民主统一分子党
- 阿拉伯社会主义运动
- 叙利亚民主人民党
- 民主社会主义阿拉伯复兴社会党
- 阿拉伯革命工人党
- 叙利亚库尔德民主党
- 亚述民主组织
- 叙利亚统一党
- 阿拉伯共产党
- 共产主义劳动党
- 民主阿拉伯社会主义联盟
- 叙利亚国家拯救阵线
- 叙利亚民主统一党
- 叙利亚全国青年党
- 叙利亚革命左翼潮流

### 已不存在的政党
- 阿拉伯复兴社会党－叙利亚地区[4]
- 叙利亚国家集团
- 叙利亚国家党
- 人民党
- 民族主义行动
- 叙利亚阿拉伯国家党
- 阿拉伯复兴社会党运动
- 叙利亚和黎巴嫩共产党
- 叙利亚共产党
- 叙利亚阿拉伯解放运动
- 叙利亚社会主义合作党